# Kozińce (Schlesische Beskiden)
Der Kozińce ist ein Berg in Polen. Mit einer Höhe von 776 m ist er einer der niedrigeren Berge im Barania-Kamm in den Schlesischen Beskiden. Der Gipfel gehört zum Gemeindegebiet von Wisła. 

## Tourismus
- Auf den Gipfel führen markierte Wanderwege aus Wisła.
- Auf dem Gipfel befand sich die Berghütte Kozińce, die derzeit als Wohnhaus genutzt wird.